# آلان لوران
آلان لوران (بالفرنسية: Alain Laurent )‏ (و. 1948 – 1991 م) هو ممثل، وكاتب مسرحي، من فرنسا، توفي في باريس، عن عمر يناهز 43 عاماً.